# Стратократія
Стратократія (від грец. στρατός, «армія», «військо» і κράτος, «панування», «влада») — одна з форм урядування, відповідно до якої державу очолюють воєначальники. Термін походить від грецьких слів, що означають армію та владу . Це не те саме, що й військова диктатура, де політична влада військових ґрунтується на примусі або навіть підтримується законами. Навпаки, стратократія — це форма військового урядування, в якому держава і армія традиційно поєднуються в одне ціле, і в якому державні пости зазвичай займають воєначальники. Політична влада військових підтримується законом та суспільством. По суті стратократія не є автократією, адже автократичний режим за своєю природою існує для того, щоб зберегти правителем у своїх руках владу.

## Історія
Термін «стратократія» використовувався для опису політичної структури пізньої Римської республіки та ранньої Римської імперії, у яких не існувало різниці між військовими та цивільними посадами і де призначення на державні посади вимагало просування у військовій службі.
У сучасному світі близьким до стратократичного урядування була Державна рада миру та розвитку в М'янмі, що керувала державою з 1988 по 2011 рік. У М'янмі влада військових забезпечувалася не тільки силою зброї, а й також законодавством: зокрема, відповідно до Конституції, що діяла 2008 року в М'янмі, чверть місць у парламенті була зарезервована для військовослужбовців  .